# La barbería 2
La barbería 2 (Barbershop 2, a veces también llamada La barbería 2: De vuelta en el negocio) es una película de Estados Unidos dirigida por Kevin Rodney Sullivan en 2004, y protagonizada por Queen Latifah, Harry Lennix, Sean Patrick Thomas, Robert Wisdom, Cedric the Entertainer, Ice Cube, Troy Garity, Michael Ealy.

## Sinopsis
Calvin (Ice Cube) estuvo a punto de perder La barbería que había heredado de su padre, pero pudo superar sus problemas económicos y su negocio ya no corre peligro...al menos de momento. Y es que una gran corporación que solo piensa en la manera más rápida de ganar dinero intenta "regenerar" la zona sur donde está situada La barbería de Calvin. Y la manera de hacerlo es instalando bares, videoclubs y una gran cadena de peluquerías, por lo que los establecimientos tradicionales de la zona que llevan toda la vida en el barrio podrían cerrar ante la competencia y la lógica pérdida de identidad de todo el vecindario. Pero suerte que Calvin y los suyos siguen ahí para mantener las costumbres: siempre discutiendo sobre los temas más diversos y con nuevos amores, La barbería de Calvin es no solo un lugar donde puedes transformar tu aspecto capilar, sino que seguramente es el único sitio donde puedes expresar libremente tu opinión.

## Reparto
- Ice Cube - Calvin Palmer, Jr.
- Cedric the Entertainer - Eddie
- Sean Patrick Thomas - Jimmy James
- Harry Lennix - Quentin Leroux
- Eve - Terri Jones
- Troy Garity - Isaac Rosenberg
- Michael Ealy - Rick Nash
- Queen Latifah - Gina Norris
- Kenan Thompson - Kenard
- Robert Wisdom - Lalowe Brown
- Carl Wright - Fred
- DeRay Davis - Rayford
- Tom Wright - Detective Williams
- Leonard Earl Howze - Dinka
- Garcelle Beauvais-Nilon - Loretta

## Trivia
- El rodaje comenzó el 21 de julio de 2003 en Chicago, con un retraso de dos meses debido a la marcha del director Tim Story. (IMDb)